# Смок мишкар
Смокът мишкар (Zamenis longissima) е вид змия, срещащ се главно в южните части на Европа и в Близкия изток, включително в България. На дължина достига до 1,8 m, по-често 1,2 – 1,4 m. Не е отровен, но хапе силно, когато е заплашен. В древногръцката митология той е един от символите на бога лечител Асклепий (Ескулап).
Смокът мишкар е разпространен в южната част на Европа до Североизточна Испания на запад. На север ареалът му включва поредица находища, разпръснати в Северна Франция, Централна Германия, Северна Чехия, Словакия, Западна Украйна и Молдова. Среща се и в Северна Турция, района на Кавказ и Северен Иран. В България е разпространен в цялата страна до надморска височина 1600 m. По-рядък е в равнинните райони с интензивно земеделие.
Смокът мишкар предпочита стари широколистни и смесени гори. Активен е през деня, като добре се катери по дървета и храсти. Основната му храна са гризачи, птици, яйца. В средата на лятото женските снасят 2 до 10 обли яйца, често в гниещи пънове. Малките се излюпват през септември.